# アクセル・パウルゼン
アクセル・ルドルフ・パウルゼン（Axel Rudolf Paulsen、1855年7月18日 - 1938年2月9日）はノルウェー出身のスピードスケート選手でフィギュアスケート選手。アクセルジャンプの考案者。

## 略歴

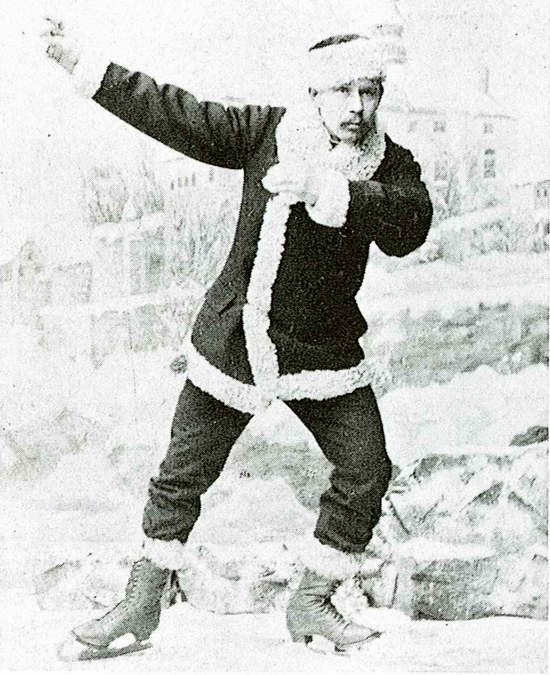
アクセル・パウルゼン

1870年代からスピードスケート選手としても活躍し、「スケートで最速の男」と呼ばれた。
1882年、ウィーンで開かれたフィギュアスケート最初の国際大会(Great International Skating Tournament)で総合3位となる。この大会のスペシャルフィギュア競技で初めて公式的にアクセルジャンプを披露する。このとき、アクセルジャンプをスピードスケート用のスケート靴で成功させた。
1938年、死去（享年81）。1976年 フィギュアスケート殿堂入り。